# 山形農業協同組合
山形農業協同組合（やまがたのうぎょうきょうどうくみあい、略称JAやまがた、山形農協）は、山形県山形市旅篭町に本店を置く農業協同組合。同市幸町に本店を置く山形市農業協同組合とは別の組合だが、営業エリアは山形市全域で両者は重複する。

## 沿革
- 1966年3月 - 旧山形農業協同組合が発足。
- 1997年4月1日 - JA山形、JA本沢、JAざおう、JAかみのやま、JAにしごう、JA上山中川、JA山形長崎、JA中山町豊田、JA山辺町の合併により、山形農業協同組合（JAやまがた）が発足。
- 2019年4月25日 - 市総合スポーツセンター西側にJAやまがたの直売所では最大規模となる「おいしさ直売所」落合店がオープン[1][2]。

## 主な作物
- 主に米など。